# 十二使徒定额组 (LDS)
十二使徒定額組（英語：Quorum of the Twelve Apostles）是耶穌基督後期聖徒教會（LDS Church）的教會等級制度中的管理機構之一。

## 概述
根據耶穌基督後期聖徒教會的教義，十二使徒定額組的成員是使徒，蒙召成為先知、先見和啟示者、傳福音者和耶穌基督的特別見證人。
十二使徒定額組成立於1835年，十二使徒定額組的管轄權最初僅限於錫安或其支聯會以外的世界上其他地區。十二使徒定額組從英國傳教回來後，約瑟·斯密改變了十二使徒定額組的職責：在總會會長團的指導下，它負責教會的事務。